# 周陵街道
周陵街道，是中华人民共和国陕西省咸陽市渭城区下辖的一个乡镇级行政单位。周陵街道境内有周陵，故名。境内有传周文王陵、成王陵、康王陵；秦公陵、永陵；汉康陵、汉渭陵、汉延陵、汉义陵等历代陵墓。境内设有周陵博物馆。

## 区划沿革
1958年成立周陵人民公社，1984年取消人民公社，设周陵乡人民政府。1997年撤乡设周陵镇。2011年撤镇设周陵街道。

## 行政区划
周陵街道下辖以下地区：
苏家寨村、陈老户寨村、西郭旗寨村、东郭旗寨村、严家沟村、黄家窑村、马家窑村、黄家寨村、李家寨村、司魏西村、司魏东村、五庄村、新庄村、南贺村、贺家西村、贺家东村、贺家北村、北贺村、大石头村、雷家村、杨家村、小寨村、豆家村、卓邢村、赵家村、崔家村、费家村、李家村、西大寨村、东大寨村、陵照村、西石羊村、东石羊村、王车小村、东石村、王车大村和西石村。